# Giuseppe Di Serio
Giuseppe Di Serio (Trento, 20 luglio 2001) è un calciatore italiano, attaccante dello Spezia.

## Caratteristiche tecniche
Centravanti abile nelle sponde e nell'aprire spazi per i compagni, può essere schierato anche da esterno in un tridente.

## Carriera

### Club

#### Gli inizi
Nato a Trento, cresce nel settore giovanile del Südtirol dove gioca fino al 2016, nell'estate 2016 si trasferisce in prestito all'Hellas Taranto, con cui esordisce in prima squadra il 20 novembre 2016, nell'incontro pareggiato 0-0 contro il Gallipoli nel campionato di Eccellenza Pugliese. In totale, disputa 14 presenze in prima squadra.

#### Benevento e Pordenone
Nell'agosto 2017 si trasferisce al Benevento.
Debutta in Serie B il 15 febbraio 2020, giocando l'incontro vinto 2-1 contro il Pordenone. Alla ripresa del campionato dopo lo stop dovuto alla pandemia di COVID-19, viene aggregato definitivamente alla prima squadra ed il 24 luglio segna la sua prima rete aprendo le marcature nella vittoria per 2-3 contro il Frosinone; al termine della stagione, il Benevento conclude in cima alla classifica e ottiene la promozione in Serie A.
Esordisce nella massima divisione italiana il 25 ottobre seguente, subentrando a Roberto Insigne al 77' dell'incontro casalingo perso 2-1 contro il Napoli.Gioca 16 incontri senza mai andare a segno. Con la retrocessione dei campani in serie B, Di Serio resta anche nella rosa per la stagione 2021/22, ed il 6 novembre 2021 ritrova il gol sempre contro il Frosinone, nella partita persa in casa per 4-1. 
Il 19 gennaio 2022 viene ceduto in prestito fino al termine della stagione al Pordenone.Il 2 febbraio segna la sua prima rete con i friulani nella sconfitta per 4-1 in casa del Parma. Chiude la stagione, conclusa con la retrocessione in C dei friulani, con 4 reti, due col Benevento ed due col Pordenone. 

#### Perugia
Il 21 luglio 2022 passa a titolo definitivo al Perugia.Trova la sua prima rete il 22 ottobre, nel successo per 3-2 in casa della Reggina. Il 28 gennaio 2023 segna anche la sua prima doppietta in carriera nel successo per 2-0 in casa del Bari.Segna 5 reti complessive, ma non riece ad evitare la sua seconda retrocessione in serie C consecutiva a fine stagione. 

#### Atalanta U23 e Spezia
Il 1º settembre 2023 il Perugia lo cede in modo definitivo all'Atalanta, che lo aggrega alla neonata squadra U23, militante in Serie C. Il 24 settembre segna la sua prima rete col club in occasione del successo per 2-0 sulla Pro Vercelli, in quell'occasione è anche autore dell'assist della rete di Lorenzo Bernasconi. 
Dopo complessive 4 reti in 21 presenze in incontri di campionato, il 1º febbraio 2024 viene ceduto in prestito fino a fine stagione allo Spezia,  in Serie B. L'11 febbraio segna al debutto la sua prima rete con i liguri firmando il definitivo pareggio in casa della Ternana. 

### Nazionale
Nell'agosto del 2021, Di Serio ha ricevuto la sua prima convocazione nella nazionale Under-20 italiana.

## Statistiche

### Presenze e reti nei club
Statistiche aggiornate al 1º giugno 2025.
| Stagione         | Squadra          | Campionato       | Campionato | Campionato | Coppe nazionali | Coppe nazionali | Coppe nazionali | Coppe continentali | Coppe continentali | Coppe continentali | Altre coppe | Altre coppe | Altre coppe | Totale | Totale | Totale |
| Stagione         | Squadra          | Comp             | Pres       | Reti       | Comp            | Pres            | Reti            | Comp               | Pres               | Reti               | Comp        | Pres        | Reti        | Pres   | Reti   |        |
| ---------------- | ---------------- | ---------------- | ---------- | ---------- | --------------- | --------------- | --------------- | ------------------ | ------------------ | ------------------ | ----------- | ----------- | ----------- | ------ | ------ | ------ |
| 2016-2017        | Hellas Taranto   | ECC              | 14         | 0          | CID             | -               | -               | -                  | -                  | -                  | -           | -           | -           | 14     | 0      |        |
| 2018-2019        | Benevento        | B                | 0          | 0          | CI              | -               | -               | -                  | -                  | -                  | -           | -           | -           | 0      | 0      |        |
| 2019-2020        | Benevento        | B                | 8          | 1          | CI              | 0               | 0               | -                  | -                  | -                  | -           | -           | -           | 8      | 1      |        |
| 2020-2021        | Benevento        | A                | 16         | 0          | CI              | 1               | 0               | -                  | -                  | -                  | -           | -           | -           | 17     | 0      |        |
| 2021-gen. 2022   | Benevento        | B                | 8          | 2          | CI              | 2               | 0               | -                  | -                  | -                  | -           | -           | -           | 10     | 2      |        |
| Totale Benevento | Totale Benevento | Totale Benevento | 32         | 3          |                 | 3               | 0               |                    | -                  | -                  |             | -           | -           | 35     | 3      |        |
| gen.-giu. 2022   | Pordenone        | B                | 13         | 2          | CI              | -               | -               | -                  | -                  | -                  | -           | -           | -           | 13     | 2      |        |
| 2022-2023        | Perugia          | B                | 27         | 5          | CI              | 1               | 1               | -                  | -                  | -                  | -           | -           | -           | 28     | 6      |        |
| 2023-gen. 2024   | Atalanta U23     | C                | 21         | 4          | CI-C            | 0               | 0               | -                  | -                  | -                  | -           | -           | -           | 21     | 4      |        |
| feb.-giu. 2024   | Spezia           | B                | 10         | 3          | CI              | -               | -               | -                  | -                  | -                  | -           | -           | -           | 10     | 3      |        |
| 2024-2025        | Spezia           | B                | 30+4       | 1+1        | CI              | 1               | 0               | -                  | -                  | -                  | -           | -           | -           | 35     | 2      |        |
| Totale Spezia    | Totale Spezia    | Totale Spezia    | 40+4       | 4+1        |                 | 1               | 0               |                    | -                  | -                  |             | -           | -           | 45     | 5      |        |
| Totale carriera  | Totale carriera  | Totale carriera  | 147+4      | 18+1       |                 | 5               | 1               |                    | -                  | -                  |             | -           | -           | 156    | 20     |        |

## Palmarès

### Club

#### Competizioni nazionali
- Campionato italiano di Serie B: 1

Benevento: 2019-2020